# Wilhelmus Martinus Logeman
Wilhelmus Martinus Logeman (eigenlijk: Willem Martinus Logeman, Amsterdam, 27 april 1821 – Haarlem, 23 januari 1894) was een Nederlandse natuurkundige, instrumentmaker, leraar en publicist.

## Biografie
Logeman was de zoon van een fabrikant van natuurkundige instrumenten. Nadat hij enige jaren middelbare school had gevolgd, en daarna een paar jaar bij zijn vader had gewerkt, kreeg hij een aanstelling bij het Teylers Museum te Haarlem, waar hij samen met het hoofd van het Paleontologisch-Mineralogisch en het Fysisch Kabinet J.G.S. van Breda proeven deed op het gebied van elektriciteit en magnetisme.
In 1849 richtte hij met de smid N. van Wetteren een fabriek op voor natuurkundige instrumenten. Hij werd op 11 juni 1850 bovendien benoemd tot leraar in de wis- en natuurkunde aan het gymnasium te Haarlem.
In hun fabriek vervaardigden Logeman en van Wetteren buitengewoon sterke magneten, waarvan er zich nog een in de verzameling van Teylers museum bevindt.
In 1851 ontving Logeman voor een door hem ingezonden magneet op de wereldtentoonstelling te Londen de hoogste onderscheiding.
In de collectie van Teylers Museum te Haarlem zijn anno 2019 in totaal 48 voorwerpen opgenomen, die (mede) zijn vervaardigd door Logeman.
Samen met D. Lubach en P. Harting vormde Logeman tussen 1852 en 1890 de eerste redactie van het tijdschrift Album der Natuur, uitgegeven door A.C. Kruseman te Haarlem. Hij zou meer dan dertig jaar verbonden blijven aan het tijdschrift en hij zou hierin een groot aantal artikelen publiceren. In 1854 stichtte hij met Lubach de Praktische Volks-almanak, jaarboek 'ter verspreiding van kennis der toegepaste wetenschappen'; de laatste jaargang verscheen in 1863.
Op 23 maart 1864 werd Logeman benoemd tot leraar wis- en natuurkunde aan de HBS te Haarlem, en kort daarna werd hij directeur van de Burger-avondschool.
In 1870 werd hij, op eigen verzoek, weer ontslagen van zijn verplichtingen jegens de Burger-avondschool. In augustus 1886 vroeg hij ontslag als leraar aan het gymnasium en de HBS.
De laatste jaren van zijn leven ging hij lichamelijk en geestelijk achteruit. Hij werd bijna blind.
Op 23 januari 1894 overleed hij.

### Bijdragen aanAlbum der Natuur
Voor Album der Natuur schreef Logeman o.a. de volgende bijdragen:

#### Eerste jaargang (1852)
- 'Wetenschap en Toepassing,' p. 59–64
- 'Het opmerkelijke in eene alledaagsche zaak,' p. 176–191

#### Tweede jaargang (1853)
- 'Onze Kagchels,' p. 289–317

#### Derde jaargang (1854)
- 'Weêrglazen,' p. 22–32